# Carpathonesticus racovitzai
Carpathonesticus racovitzai es una especie de araña araneomorfa del género Carpathonesticus, familia Nesticidae. Fue descrita científicamente por Dumitrescu en 1980.
Se distribuye por Rumania. El prosoma del macho mide aproximadamente 2,2 milímetros de longitud y el de la hembra 2,3 milímetros.